# Казанів
Казані́в — село в Україні, у Коршівській сільській громаді Коломийського району Івано-Франківської області.
15 грудня 1970 р. Івано-Франківський облвиконком ліквідував Казанівську сільську раду і приєднав село до Коршівської сільської ради.

## Географія
Село Казанів, площею 22.73 км2 з кількістю жителів 1052 осіб та  кількістю дворів 372  (на початок 2019 року)  адміністративно належить до Коршівської сільської громади. Село безпосередньо межує із  селами Коршів і Ліски,  через ліс із Лісною Слобідкою та Черемховом. По межах сіл Казанів — Коршів проходить залізниця Коломия — Івано-Франківськ.  Через село проходить колишня цісарська дорога з Коломиї на Тлумач (Товмач).
В минулому село було поділено на урочища (кути): Мочар, Гвізд, Зруб (Корчунок), Толока, Абіссінія, Запуст, Турка, Вили, Поділ, Косачів, Гора (Лиса Гора), Кружки.
Сучасна мережа села Казанів  включає у себе 10 вулиць і 2 провулки.  
Водоносні породи села дуже неоднорідні. Самопливний водопровід з джерела в лісі на окраїні села Казанова забезпечує якісною питною водою геріатричний пансіонат у селі Коршів. Із джерел і заболочених місцевостей  села Казанів беруть початок два русла річки Чорняви і дві річки Турки — притоки Прута та  річка Ворона — притока ріки Бистриці, що впадає у Дністер.
Старожили, як і, власне, історична та географічна наука і карти стверджують, що в минулому територію сучасного Казанова вкривав густий ліс. Тому-то один із кутів села Казанів має назву «Гвізд» (з давньопольської мови перекладається як  «дрімучий ліс») та «Зруб» і  «Корчунок». В реєстрах польської та метриках австрійської займанщини є згадка про  кут «Майданщина»,  що підтверджує що на території сучасного Казанова був лісовий промисел. В цілому місцевість села горбиста, яка чергується з низинними ділянками і ярами.
На південній і західній окраїні села розташований ліс Шепарівецького лісництва Коломийського держлісгоспу. За давньою традицією розвитку села і карт до XIX століття його називають Коршівським. Державний лісовий фонд становить 1480 гектарів.  В лісі  можна оглянути вольєр-розплідник з дикими кабанами площею 3 гектари.

## Історія

### Давнина
Щодо заселення села Казанів то найімовірніше окремі ділянки земель сьогоднішнього Казанова освоювали давні осілі або кочуючі трипільці. Це підтверджує знахідка при будівництві залізниці в 1865-66 роках сокири з міді, а також інших предметів побуту, що відносяться до III-ІІ тис. до н.е. Можливо на територію села Казанів заходили також  інші більш пізніші дослов’янські і слов’янські племена, сліди культур яких знайдено на рівнинній території сучасного Коршева.

### Часи польського панування
Із дарчої грамоти 1410 року стало відомо, що сусідні села Коршів і Ліски у цьому році були подаровані королем Івану Козені у межах «споконвічних границь, які до того села споконвіку належали».  Дуже ймовірно, що до давніх «споконвічних меж» належали також частина земель сучасного села Казанова.  Тим більше, що кут села «Вили» східної частини села у минулих століттях належав до території Коршівської церкви і відповідно села Коршів.
У давніх хроніках,  податкових реєстрах і інвентарях повідомляється, що на переломі 1600 років землі, що сьогодні належать до сіл Казанів, Коршів і Ліски були  у власності полковника королівських військ Мартина Казановського (1563—1636) своєї родової маєтності.
Бажаючи додаткових прибутків Мартин Казановський на торговому шляху і роздоріжжі з Коломиї  у Товмач та Тисмениці — в Обертин-Городенку біля Успенської церкви що на території сучасного Коршева мав намір розбудувати містечко магдебурзького права. У відповідності з тогочасною правовою практикою нове містечко мало право  називатися Казановом — за прізвищем його власника і особи, що проголошувала і розбудовувала населений пункт до статусу міста. Тому в реєстрових документах першої пол. 17 ст. містечко згадується як Коршів або Казанів ( Korszow seu Kazanov (1660), Ws.Korsow seu Kazanov (1670).  
Найправдоподібнішою є версія про походження сучасної назви села Казанів від втікачів татарських нападів із містечка Казанів з кута «Ринок» біля Успенської церкви в давніх межах села Коршів.
Польські архіви  відмітили, зокрема, що у 1621 році містечко Казанів або Коршів було спалено татарською ордою Джанібек-Гірея дощенту, а багатьох жителів забрано в неволю.  Ймовірно в тому ж часі були татари також у сучасному Казанові, про що свідчить назва місцевості Татарова криниця на картах австрійської займанщини та походження легенди, що, можливо, назва села походить від слова «казани» у яких під час нападу татари готували їжу.
Шематизм Станиславівської греко-католицької єпархії у 1887 та 1890 роках відмітив, що «постало село Коршів з двох окремих осад: перша майже на тому місці і біля церкви Успіння Пресвятої Діви Марії було оборонне містечко Казанов, обмуроване і фосами обведене, у ньому була мала горстка християн і жидів, а церква звалася Успенська. Друга частина Коршева постала недалеко від першої на захід із пришельців, які оселилися на зрубі лісовому і назвали те місце Корчов (від корчування), з чого потому постала назва Коршів Новий. Ця осада отримала осібного пароха, котрий є в актах: «ks. Kaziewicz na zrebia pobudowal wlasnym kosztem cerkiew sw Michala Archaniola (ксьонз Казевич на зрубі лісовому своїм коштом побудував церкву Михайла Архангела)». Напади татарські і турецькі нищили і Казанов, і осаду на зрубі. З часом відбудовано і заселено оба місця». На нових землях разом із церквою Архистратига Михаїла розвивалось поселення із втікачів із містечка Казановського. В історичних документах та картах польської та австрійської займанщини XVII — ХХ століть територія сучасного Казанова відображена під назвою Коршов Новий (Korszow Nowy).
Через зміцнення сільськогосподарського фільварку та проживання Мартина Казановського далеко від містечка, проголошене місто Казанів біля Успенської церкви залишалось аграрним селом Коршів.  
Через розміщення храму Архистратига Михаїла біля урочища «Мочар» часто жителі села Казанова називали себе «мочерниками».
З початку 1640-х років землями Казанова володіли польські магнати Потоцькі: Микола «Ведмежа лапа»,  Станіслав «Ревера», Андрій (1628—1692), Станіслав (1659—1683), Юзеф (1673—1751), Станіслав (1698—1760), Вінценс (1740—1825).  Управляючі землями магнатів Потоцьких мали  у селі млин «Полярки Міські».

### Часи австрійської влади
З 1825 року землі і ліс сучасного Казанова були  у власності сполонізованої вірменської родини Кжечуновичів: Христофора, Зенона, вдови  Барбари,  а з 1904 року її племінника — Стаха із Чернівеччини.
У 1907 році Митрополит УГКЦ Андрей Шептицький викупив землі і ліс у спадкоємця дідича та  передав їх для парцеляції — поділу на частини і продажу за доступними цінами з розтягненням сплати на роки. За дорученням Митрополита і управляючого митрополичими землями о. Тита Войнаровського господар Коцаб’юк Іван із Казанова проводив на місці парцеляцію земель, а студент прав (юрист) Петро Лопатнюк у дворі Коршева здійснював юридичне оформлення парцельованих ділянок.

#### Сільська церква
З 1795 року священиком церкви Архистратига Михаїла з кількістю вірних 165 греко-католиків був о. Іоанн Савіцький (1749—1834). Згідно опису майна церкви Архистратига  Михаїла Отинійського деканату від 23 жовтня 1798 року храм у Казанові був  у  занедбаному стані, під гонтами (оцінений у 150 золотих римських); дзвіниця на дубових підвалинах у поганому стані (оцінена у 25 золотих римських); город із садом при будинкові священика і цвинтарі 5 моргів,  лука 30 моргів і пасовисько 18 моргів. Церковні шематизми УГКЦ відзначають, що нова (сучасна) церква в селі Казанів була вистроєна  у 1843 році і благословлена  у березні 1844 року.
В дальнішому парохами церков сіл Казанова та Коршева були  Олександр Левицький (з 1834), Ярослав Майковський (з 1892), Августин Левицький  (з 1893), Володимир Левицький (з  1924 року), Василь Залуцький (з 1925), Іван Козуб (з 1931), Михайло Федорак  (з 1962), Богдан Лесюк (з 1973).

#### Культурне життя
З розвитком сільського шкільництва у 1844 році у Коршеві уже діяла парафіяльна, з 1853 року тривіальна (лічба, письмо, читання) державна школа. Села Коршів та Казанів становили одну освітню одиницю. У 1901 навчальному році Коршівська школа з однокласної стала двокласною,  1904 році —  чотирикласною, 1926 року — шестикласовою, з 1932 року — семикласовою, з 1933 року — утраквістичною, тобто двомовною, а практично з польською мовою навчання. Казанівчани розуміли потребу освіти своїх дітей тому відправляли їх на навчання у Коршівську школу.
Розміщення по сусідству сіл Коршів та Казанів (Коршів Новий) сприяло спілкуванню та спільній  організації громадсько-культурного і освітнього життя у селах та активної участі в них жителів села Казанова.  

### Перша світова війна та Визвольні змагання
Новим випробування  для жителів Казанова була Перша світова війна та визвольні змагання ЗУНР. Під час триразової російської окупації територія села Казанів належала до Чернівецької губернії. Для утримання порядку в  селах Казанів – Коршів окупаційна влада призначила урядником Печерова, війтом сіл  лояльних до них Мосійчука Михайла і заступником Лазаренка Федора та організувала у Коршеві поліцейський відділок.
Московська військова і цивільна адміністрація обмежила громадське життя села. Відступаючи, російські війська грабували майно, забирали худобу і коней. Австрійці ж «визволяючи» село мобілізували до австрійського війська майже всіх чоловіків села Казанова.
Під час визвольних змагань жителі Казанова підтримували молоду державу ЗУНР вояками, хлібом та коштами. З 23 травня 1919 року село  Казанів зайняли румуни, а з другої половини вересня їх замінили поляки.

### Село у складі Другої Польської республіки
Управою села була громадська рада сіл Коршів — Казанів та війт. В кінці XIX ст. війтом сіл Казанів — Коршів був Війтенко, з поч. ХХ ст. — Лазаренко Яків Ілліч. Після його смерті, з 1926 року, Дутчак Михайло.
1 вересня 1934 року Розпорядженням Станиславівського воєводи Ягодзінського територію понад 900 земельних і будівельних ділянок було вилучено із адміністративного управління тогочасного Коршева і створено з них окрему громаду (село). Враховуючи історичну пам'ять перших переселенців поч. XVII ст. із містечка Казанів це село узаконило за собою назву «Казанів». Сільський уряд Казанова та громадську Раду з радних — найповажніших ґаздів тоді очолив  солтис Казанова  Іван Яценишин та його заступник Іван Вітенко. 
Межі сіл Коршів і Казанів тоді було встановлено по залізниці, що проходить через села: північна сторона — Коршів, південна — Казанів. Попередньо села Коршів та Коршів Новий були поділені за приналежністю сільських кутів і урочищ з селянськими дворами до церков.
За займанщини поляків і австрійців селяни Казанова були зобов’язані відпрацювати у «шарварку» — безплатній громадській роботі та виконати всі накладено натуральні податки і платежі. Якщо це було непосильно  тоді податкові екзекутори нещадно стягували з селян борги, вдаючись до допомоги поліції. Кожен окупант мобілізовував  хлопців з Казанова також до війська.

#### Культурне та політичне життя, кооперативний рух
З середини 1920-х років в Коршеві-Казанові  почали відновлювати свою діяльність культурно-просвітницькі та  господарські товариства,  кооперативні та молодіжні спортивно-масові організації.
2 травня 1924 року в Коломийському старостві,   було зареєстровано статут гуртка товариства «Просвіта імені Івана-Франка» села Казанів.  Організація з середини 1930-х років громадського управління села Казанів дала поштовх до активізації просвітницького та культурно-освітнього життя села.  Так до виділу (керівництва) товариства у 1935 році належали  Яценишин Іван, Куничак Федір,  Досин Михайло, Коцаба Григорій, Семчук Федір, Жигалюк Ілько, Яценишин Михайло, Прокоп Іван,  Коцаба Михайло, Досин Олекса, Бойчук Василь,  Вітенко Іван, Пижук Андрій. З 1936 року жителі Казанова на землі братів Михайла і Василя Семчуків звели хату-читальню товариства «Просвіти» — простору, світлу будівлю із двох кімнат і коридорчика накритих бляхою.
Діяльність національно-культурних, освітніх і господарських товариств у 1920—1930-х роках сприяли духовному і національному пробудженню села Казанів і в більшій чи меншій мірі всі жителі Казанова брали участь у заходах цих товариств. Так агрономічну науку у вигляді Хліборобського Вишколу Молоді «Сільський Господар»  організував також у селі Казанів. 
З середини 20-х років в Казанові почав  відроджувався кооперативний рух. Так Дмитро Гритчук з сусіднього села Ліски утримував крамницю в орендованій хаті Івана Досина на куті «Вили» села Казанів. В другій половині 1930-х років казанівські активісти викупили у казанівського господаря Коцаби Михайла стодолу для побудови школи і крамниці у селі Казанів. І вскорі на громадській землі де в свій час був город і резиденція священика почала працювати «своя» Казанівська крамниця у власному будинку.
В селі Казанові  перші паростки підпільного осередку ОУН таємно з’явилися з 1936 року при читальні «Просвіти». На  захист Карпатської України у березні 1939 року Марусяк Дмитро Михайлович організував 10 патріотів із Казанова — Коршева для походу на допомогу закарпатцям і серед них казанівчани Балатчук Яків, Семчук Іван, Семчук Михайло, Семчук Дмитро, Семчук Григорій, Яценишин Микола. Серед загиблих у тих подіях був  Семчук Михайло.

### Село в період радянської окупації
З 19 вересня 1939 року почався період радянізації села Казанів. В селі було створено сільську управу. Новою владою у селі стали також сільський комітет та комітет бідноти, що були обрані з участю повітового уповноваженого на одному з перших мітингів. Сільський комітет Казанова у жовтні-листопаді 1939 року очолював  Вітенко Петро Іванович.  Нова влада заборонила як шкідливі для радянської влади  всі попередні товариства і гуртки.
У січні 1940 року було утворено Коршівський район та всі районні служби зона діяльності яких поширювались і на село Казанів. В квітні 1940 року в Казанові у житловому будинку Бойчука Василя Григоровича  було відкрито  Коршівську районну амбулаторію.
Незабаром на повну потужність для активістів сільського просвітницького, націоналістичного і господарського життя запрацювала репресивна машина. В числі заарештованих тоді були Бабіїв Дмитро Михайлович, Балатчук Яків Дмитрович,  Досин Микола Васильович, Прокопів Микола Васильович, Семчук Дмитро Федорович, Барнецький Іван Васильович та інші.
Для утримання радянської держави селянин Казанова мусив здавати обов'язкові державні поставки зерна, картоплі, молока, м'яса, яєць та інші обов'язкові платежі та позики.

### Друга світова війна
З початком радянсько-німецької війни село Казанів стало належати до Коршівської волості. Німецька влада взяла на облік усю живність, реманент і землю селян та наклала на кожне господарство повинності сільськогосподарської продукції (контингент).
З  травня 1942 року в Казанові  таємно відновлюється молодіжна ОУН «Юнаки».  Станиця молодіжної ОУН  знаходилась в хаті станичного Петра Лазаренка. З січня 1944 року він же став райпровідником цієї організації Коршівського району. Аналогічна станиця була також у сусідньому Михалкові, яку очолив Яцинишин Василь, син війта Казанова.  
З 18 березня 1943 року під керівництвом Прокопіва Івана в селі Казанів діяв гурток «Сільського господаря» та організовано агрономічну науку у вигляді Хліборобського Вишколу Молоді. 
Восени 1943 року на теренах Казанова почала діяти теренова боївка ОУН-УПА.  Серед інших головні функції в боївці було покладено на Михайла Гритчука з Казанова (загинув 22.10.1951 року в с. Л. Хлібичин) та  Григорія Семчука з Казанова (загинув 06.07.1947 року).  Важливе місце у цій боротьбі відводилось зв’язку. Тут серед багатьох інших були жителі Казанова Семчук (Качурак) Юстина та Лопушак (Тороус) Юстина.  
У перебігу Другої світової війни в 1942 — 1943 роках здорових чоловіків села 1922 та 1923 років народження  було мобілізовано в службу праці - німецьку будівельну службу «Баудінст». Так членами «Баудінсту» з Казанова були Гритчук Іван, Бабіїв Михайло, Бойчук Микола, Семчук Дмитро, Гритчук Іван, Марусяк Василь, Гультайчук Василь, Андріїшин Микола, Марусяк Дмитро, Тринога Михайло, Андріїшин Василь.
Для виконання сільськогосподарських робіт у бауерських (селянських) господарствах і підприємствах військової промисловості в Німеччину у 1942—1943 роках було відправлено 92 особи із села Казанів.  Серед них були Андріїшин Євдокія Миколаївна, Бабіїв Михайло Васильович, Вітенко Василь Дмитрович, Гритчук Євдокія Іванівна, Гритчук Марія Іванівна, Коцаб’юк Ганна Михайлівна, Коцаб’юк Марія Михайлівна, Куриляк Михайло Іванович, Мацюк Катерина Дмитрівна,   Милитчук Дмитро Степанович, Сморжанюк Марія Василівна, Черкас Ганна Іванівна та багато інщих.
Впродовж квітня – липня 1944 року село Казанів було ареною епізодичних зіткнень військових частин радянської та угорської армій. В часі зупинки фронтів до 18 травня 1944 року 1537 людей і 41 коня з 358 дворів села Казанова було евакуйовано у Заболотів і його округу. В післявоєнні роки відновлено список  275 солдатів, що загинули в бойових діях у Казанові - Коршеві. На 10 серпня 1945 року в Казанові було встановлено 72 могили в яких захоронено 76 солдатів.
В цьому часі чоловіків села Казанів Коршівський польовий, а з серпня районний воєнкомат старався мобілізувати в армію. Після закінчення війни 24 чоловіка  із Казанова повернулись із фронтів  живими. 19 жителів Казанова загинули на фронтах війни і серед них Андріїшин Василь Федорович, Бабіїв Василь Михайлович,  Бартол Іван Михайлович,  Досин Василь Андрійович,  Івоняк Василь Ілліч,  Івоняк Яків Федорович,  Коцаба Іван Михайлович,  Лазаренко Іван Степанович,  Луценко Василь Іванович,  Мельничук Василь Дмитрович,   Мизюк Іван Якович,  Прокопів Володимир Дмитрович, Прокопів Михайло Федорович,  Семенюк Григорій Дмитрович, Черкас Петро Іванович, Яценишин Яків Васильович,  Яценишин Дмитро Олексійович,   Семчук Іван Михайлович.  

### Повторне встановлення радянської влади
З кінця липня у селі Казанів почало відновлюватися повоєнне життя за колишніми радянськими законами. Тоді в Коршеві, як райцентрі було відновлено роботу районного комітету КП(б)У, райвиконкому, служб і органів районної влади, районні відділи НКДБ та міліції, діяльність яких поширювались і на село Казанів.
Казанів починає оживати і «заліковувати рани» спричинені військовими частинами, снарядами і бомбами. Згідно інвентаризації майна  комісія Коршівського райфінвідділу і райвиконкому підрахувала збитки особистим господарствам 75 дворів села Казанів на суму 5154300 карбованців. 
В зв’язку із боязню захоплення сільської влади «повстанців з лісу»  Коршівська районна влада призначила діяльність Казанівської сільської ради в одному із будинків більш польового села  Великої Кам’янки. Зразу ж з післявоєнних років Казанівську сільську раду тут очолював східняк, а з 1946 року уже з місцевих – казанівчанин Мосійчук Дмитро Федорович. З середини 1948 року Казанівська сільська рада уже розміщувалась в кімнатах адміністративного будинку сільської ради та крамниці, недалеко від сільського храму. В одній із кімнат житлового будинку Гритчука Дмитра, що на Коломийській вулиці, сходились для навчання, звітності і організації роботи десятихатники і сільський актив.
Рішенням бюро Коршівського райкому та райвиконкому  в різні роки Казанівську сільську раду очолювали  Кваснюк Михайло Дмитрович (з вересня 1948), Гритчук Дмитро Федорович (з січня 1949), Бабіїв Михайло Васильович (з березня 1950), Куничак Іван Васильович (з  травня 1950), Пастернак Григорій Михайлович (з лютого 1953), Ткачук Дмитро Якович (з жовтня 1956), Черкас Андрій Федорович, Мацюк Василь Федорович (з травня  1960), Семчук Федір Дмитрович (з лютого 1963) та Гритчук Іван Якович (з березня 1967 року).
  З вересня 1944 року нищівним для Казанівського селянина був натуральний податок, який стягувався на кожне фруктове дерево, домашню худобину та ар городу.   В гонитві за  збором податків і платежів та боротьбі за дострокове надходження податків та страхових платежів залучали фінагентів, фінактив і депутатів Казанівської сільської ради. Невиконання обов'язкових платежів і хлібопоставок влада розцінювала як саботаж з відповідними наслідками для селянина. Для збору молока від населення Казанівською сільською радою було відкрито 3 сільські (зливні)  молокоприймальні пункти, а з 1964 року 2 молокопункти. Так у жовтні 1955 року у селі Казанів у 287 дворах, де  проживало 1036 осіб згідно подворового обліку утримували 306 голів корів і молодняка, 288 голів свиней та  128 кіз..
Утримання нової радянської влади було можливе тільки за допомогою репресивних органів і війська. Московсько-більшовицькі окупанти кинули всі сили на придушення повстанських відділів і підпілля ОУН у селах. 15 травня 1944 року під час облави у селі Казанові було заарештовано теренового провідника молодіжної ОУН Петра Лазаренка.   У січні 1946 року у великій хаті і господарських будівлях Бойчука Василя було розміщено військовий гарнізон. Однак уже літом цього ж року його було доповнено і переведено у новозбудований будинок гарнізону у Коршеві.
Ліс у Казанові давав можливість боївкарям ОУН-УПА до спочинку і маневреності. В цій боротьбі брали участь не тільки повстанці ОУН-УПА, але і члени їхніх сімей. Заарештованих катували і допитували в Коршівській тюрмі, а потім відправляли по етапу дальше. Багато бійців загинули. Ось частина із них: Кінаш Василь,  Яценишин Василь,  Яценишин Микола,  Бабіїв Федір,  Мельничук Дмитро,  Вітенко Михайло,  Семчук Дмитро,  Семенюк Михайло,  Марусяк Михайло, Мацюк Микола,  Лічман Іван,  Андрусяк Андрій, Яценишин Іван,  Мосійчук Іван,  Семчук Дмитро,  Досин Олекса (вивезений у Сибір у 1946 р.), Яценишин Михайло (вивезений у 1946 р.), Війтенко Іван (вивезений за сина у 1946 р.), Яценишин Дмитро (вивезений у Сибір з родиною).
Багатьох казанівчан в перше післявоєнне десятиліття було заарештовано і засуджено за українську громадську позицію. З 1990-х років багатьох із них було реабілітовано і серед них у цей список попали Андріїшин Дмитро Миколайович, Бабіїв Євдокія Петрівна, Гритчук Ганна Дмитрівна, Гультайчук Михайло Ілліч,  Досин Ганна Олексіївна,  Досин Марія Дмитрівна, Мосійчук Іван Ілліч,  Семчук Федір Дмитрович,  Барнецький  Іван Васильович,  Бойчук Марія Василівна,  Петришак Михайло Олексійович,  Теліщук Катерина Іванівна.          
Щоб «ліквідувати» для себе небезпеку від жителів кута Абессинія, які проживаючи компактно у лісовому масиві села Казанова, і на думку районної влади годували і одівали місцевого і чужого повстанця, в один із днів літа 1950 року під охороною місцевого гарнізону та інших районних репресивних органів «зобов’язали»  всіх жителів 80-ти господарств цього кута розібрати свої господарства і «перенести» в будь-які інші села району. Тоді ж багатьох господарів цього кута було переселено у села Кіровоградської області. Щоб унеможливити повернення жителів Абессинії районна влада задіювала робочих і підводи з інших сіл району, розбирали будинки та господарські будівлі і  вивозили на «народні» будови нової влади. Частину худоби  та іншої живності влада «забирала» на харчування районного апарату. Тоді ж на Лисій Горі біля господарства вивезеної Марії Андрусяк та колгоспного двору щойно організованого колгоспу було зведено першу ферму з будівельного матеріалу господарств Абессинії.  Сюда ж було зведено залишки худоби з цього кута.
Для підвищення «політичної» зрілості жителів села Казанова та ідейно-політичного рівня партійно-радянського активу комуністи села у  1953 році організовували  територіальну парторганізацію, а у 1954 році комсомольську організацію.
З передвоєнних років колишня хата-читальня Казанівської «Просвіти» стала сільським клубом. З початком 1950 років у Казанові було закінчено добудову клубу методом народної будови. Сільський клуб на 250 місць давав можливість владі Казанова пожвавити культосвітню роботу та роботу кінофікації. В  будинку клубу села Казанова було організовано роботу сільської бібліотеки. Так на середину 1950 років  у сільській бібліотеці був  книжковий фонд 1500 книжок.   
З початку 50-х років у певні години частина господарств жителів  села Казанів біля залізничного вокзалу і центру отримували електрострум для освітлення від «електростанції» з Коршева. З підключенням Казанова у 1966 році до високовольтної лінії з Бурштина село вскорі було повністю електрифіковано. В  домашніх оселях казанівчан з’явилися телевізори і лампові радіоли з грампластинками, холодильники і електропраски.
До кінця 1940-х років у селі Казанів було 15 радіоточок та телефонізовано сільську раду. З  прокладенням стовпових ліній електрики з середини 1960-х років село Казанів було повністю охоплено проводовим радіомовленням.  Разом з тим у селі зросла також кількість телефонів.
З початком радянсько-російської окупації з жовтня 1939 року на дальньому куті села  Абіссинії в Казанові було розпочато  роботу однокласної початкової школи за радянськими стандартами освіти.   З перших післявоєнних років у помешканні казанівських господарств Семенюк Марії (1 і 2 клас) та Жигалюка Степана (3 і 4 клас) була облаштована сільська початкова школа. В окремі роки початкова школа працювала також  в сільській хаті  Бойчука Василя, будинку сільської крамниці і сільради біля церкви  та хаті-читальні (клубі). Надалі учні Казанівської початкової школи продовжували навчання у Коршівській середній школі. З 1955 року сільський актив Казанова ініціював у Казанові будівництво нової початкової школи на 120 місць, яку було завершено у 1959 році.  Початкова школа в селі Казанів діяла до 1989 року.  З 1946 року  в Коршеві було відкрито вечірню школу навчання робітничої молоді, учнями якої були також  жителі Казанова.  З середини 1950-х на території колгоспного двору в будинку колгоспної контори (будинку вивезеної Андрусяк Марії) було відкрито дитячий колгоспний садочок.
У перші післявоєнні роки жителів села Казанова обслуговувала Коршівська районна кооперація. У 1951 році в Казанові було створено сільське споживче товариство (ССТ), головою якого став Гритчук Дмитро Федорович.  В селі стала працювати сільська крамниця.
Для надання першої медичної допомоги жителям Казанова з перших післявоєнних років в будинку Бойчука Василя було відкрито сільський ФАП. З 1956 року сільський ФАП розміщувався в будинку Андрусяка Дмитра. З 1975 року ФАП  села Казанів став працювати у новому  приміщенні.
З початку 1950-х років з Коршева з господарства Яценишина Василя в село Казанів  було переведено  ветеринарний пункт. У 70-ті роки тут було відкрито дільничну ветеринарну лікарню, що обслуговувала колгоспи і особисті господарства 9-ти сусідніх сіл. З середини 1980-х років дільнична ветлікарня перейшла у нове просторе приміщення. Тоді ж за ветлікарнею було закріплено автомобіль. Зараз дільнична ветеринарна лікарня обслуговує тваринництво семи сіл Коршівської ОТГ  та Черемхова.
В березні 1946 року радянський уряд визнав Українську греко-католицьку церкву забороненою.  Храм села Казанів став власністю держави і був переданий в користування приходу Російської православної церкви села Казанів.  На віруючих Казанова чинився постійний тиск з метою зменшення впливу церкви. І все ж таки жителі Казанова, незважаючи на репресивні заходи і обмеження, віддавали перевагу релігійним обрядам: шлюбам, хрещенням чи похоронам із священиком.
З метою зменшення церковних приходів 10 червня 1962 року було об’єднано приходські релігійні громади сіл Коршева, Лісок і Казанова. Віруючі Казанова відтепер стали користуватись тільки одним храмом у селі Коршеві. В число церковної двадцятки об’єднаної громади було включено жителів Казанова Коцабу Івана Михайловича, Пижука Андрія Михайловича, Семчука Івана Григоровича, Бойчука Романа Дмитровича та Гритчук Анну Андріївну. .Церква у селі Казанів була закрита і  вскорі була  передана для господарських потреб колгоспу для сіносховища, зерноскладу і врешті складу мінеральних добрив. Тільки завдяки організованим старанням жителів Казанова храм у селі було збережено.
Завдяки старанням та ініціативності Грабчука Якова, Досина Андрія та інших небайдужих казанівчан 14 жовтня 1988 року на Покрову дзвін скликав жителів Казанова на відкриття давно закритої церкви. Вскорі 21 листопада Казанівська церква урочисто відзначила храмове свято – Святого Архистратига Михаїла.
Старанням Казанівського сільського активу з весни 1950 року в Казанові розпочала свою діяльність сільськогосподарська артіль «Червона зірка». Артіль (колгосп) в різних роках очолювали Бойчук Ілько Дмитрович (з травня  1950), Мосійчук Микола Ількович (з вересня 1950), Семенюк Олекса Васильович (з березня 1951), Гритчук Іван Григорович (з березня 1953), Мосійчук М.В. (з вересня 1953), Семенюк Олекса Васильович (з травня 1955 року). Контору колгоспу було розміщено в дерев’яному будинку на куті Гора (Лиса гора) на господарстві вивезеної Андрусяк Марії. Саме на цьому куті і розбудовувався колгоспний двір артілі «Червона зірка». З середини 1950-х на території колгоспного двору в будинку контори колгоспу було відкрито дитячий колгоспний садочок.
Сталінська колективізація на селі передбачала не тільки об’єднання селян у колгоспи, а й ліквідацію хазяйновитих заможних господарів, яких комуністи називали куркулями. Щоб утримати селян у колгоспі казанівчанам на видавали паспорти.
Згідно економічної характеристики колгоспу «Червона зірка» станом на 22.10.1955 року у Казанові усі 286 дворів були колгоспними і в них було працездатних 367 колгоспників. В тому ж часі в селі Казанів було 565 гектарів громадських земель, у т.ч. орних 395 га, перелогів 38 га, сінокосів 15 га, вигонів 33 га, садів 3 га, під будівлями 7 га, лісами 13 га, кущів 13 га, під дорогами і вулицями 19 га, під водою 1 га та  інших невикористаних земель 2 га. Діяльність колгоспу здійснювалась двома  рільничими бригадами (12 рільничих ланок, 308 колгоспників), овочевою бригадою (2 ланки, 18 колгоспниць), будівельною і дорожньою бригадою та 17 колгоспниками  у тваринництві. З механізації в  колгоспі тоді була 1 вантажна автомашина (2.5 тони), 9 кінських плугів, 17 борін та 16 возів.
Для утримання тваринництва в артілі із усуспільненого матеріалу господарств казанівських колгоспників дуже «швидко» будувались дерев′яні колгоспні споруди та тваринницькі ферми. Так на 01.10.1955 року в колгоспі «Червона зірка» с. Казанів було: 93 голови ВРХ, у т. ч. 25 корів, 51 голова коней, 88 голів свиней, 70 голів овець, 18 бджолосімей. На кожну фуражну корову за 1955 рік було надоєно 902.5 літрів молока, настрижено 117 кілограмів вовни. У 1958 році у колгоспі було 97 кур – несучок та 31 качка. Для утримання худоби і свиней з початку 1960-х років в Казанові міжколгоспбудом розпочалось будівництво уже капітальних ферм. Тут уже впроваджувались засоби механізації та електрифікації трудомістких процесів.  
З подальшим розвитком колгоспу змінювалась також структура посівних площ колгоспу.  В колгоспі почали висівати високодохідну культуру - льон. Для  обробітку трести льону на колгоспній бригаді села було обладнано льонопереробний пункт. З середини 50-х років колгосп змушений був підтримати Хрущовську кукурудзяну епопею і збільшив площі посіву кукурудзи.
26 жовтня 1958 року колгосп «Червона зірка» села Казанова було об'єднано із колгоспом ім. Паризької комуни села Коршева.  Об'єднаний колгосп отримав назву «Зоря комунізму» з конторою у селі Коршеві. На базі господарства колгоспу с.Казанів було організовано  бригаду села Казанів, яку очолив Семенюк Олекса Васильович. 
В дальнішому колгосп, до якого належало село Казанів очолювали: з листопада 1959 року Брага Петро Трохимович, з лютого 1960 року Федосюк Микола Якович, з липня 1973 року Палій Дмитро Миколайович, з травня 1979 року Гуцул Василь Олексійович, з червня 1981 року Кіш Ігор Степанович, з лютого 1985 року Жигалюк Іван Михайлович.
З розвитком тваринницької галузі колгоспу в селі Казанів було побудовано бойню (забійний цех). Тут жителі Казанова  і сіл ближньої округи могли продати державі через колгосп м’ясо ВРХ, свиней чи кролів. У 1983 році у селі Казанів колгосп ввів  в експлуатацію першу чергу комплексу з відгодівлі теличок на 800 голів, у 1987 році - другу чергу тваринницького комплексу.
Відповідно до рішення виконкому Станіславської обласної ради 29 травня 1970 року завершила свою роботу Казанівська сільська рада депутатів трудящих. З червня цього ж року село Казанів стало належати до Коршівської сільської ради.  Представництво громади і участь в організації села здійснювали депутати сільської ради.
СРСР був мілітаристською державою з великим військом, яке поповнювалось за рахунок обов’язкового призову юнаків села Казанова через військово-обліковий стіл  Коршівської сільської ради. Так, у серпні 1968 року не по своїй волі в Чехословаччині  брав участь  житель Казанова  Семенюк Дмитро. В бойових діях в Афганістані брали участь жителі Казанова: Хілінський Василь Дмитрович, Черкас Василь Васильович, Будюков Василь Миколайович, Гритчук Дмитро Васильович, Милитчук Михайло Миколайович.
Учасниками ліквідації аварії на ЧАЕС були казанівчани Дмитро Гультайчук  і Василь Андріїшин.
З 1960-80-х років село Казанів значно розбудовується. Замість низеньких хат під соломою в Казанові будуються сучасні дерев’яні і цегляні будинки – чвораки. Покрівлею для господарських споруд і будинків жителів Казанова стає бляха, черепиця або шифер. Двері і вікна у будинках казанівчан стали виготовлятися гарної столярної роботи, а в житлових кімнатах  замість землі уже стали настеляти дерев’яну підлогу та встановлювати сучасні меблі.
В цей період історії села колгоспний двір, як і, зрештою, багато господарств робітників і службовців утримували у своїх господарствах свиню і худобу. Молоко в таких господарствах часто було основним здоровим продуктом харчування, а з виручених за худобу коштів багато  казанівчан  купували цінні речі і будівельні матеріали та будували житлові будинки і господарські споруди. Так станом на 1990 рік жителі Казанова утримували у своїх господарствах 185 корів. 
З кінця 1980-х жителі село Казанів включились в активне громадське життя з відродження української держави і церкви.
Восени 1990 року в селі Казанів було зареєстровано релігійні об’єднання УГКЦ та УАПЦ. Греко-католики Казанова проводять богослужіння у храмі Архистратига Михаїла села Казанів. Священиками церкви у цьому часі були: о.Дмитро Поляк, о.Руслан Ваврик, о.Ігор Куник, о.Іван Турба, о.Василь Палійчук і з 2008 року о.Михайло Годованець. Віруючі, що вважають себе православними  відвідують свої богослужіння у храмі Успіння Пресвятої Діви Марії села Коршів.  
Окремі вихідці із села Казанів були покликані на служіння богу. Так о.Андрусяк Василь, після висвячення  обслуговує парохію УГКЦ на Рогатинщині, о. Мізюк Василь є парохом села Жукотин  та деканом УПЦ КП (ПЦУ) м. Коломиї, а його брат о. Михайло священником УПЦ КП (ПЦУ) на Снятинщині. О. Роман Жигалюк у 1997 році перейшов з УАПЦ у підпорядкування УПЦ МП і зараз є священником Святодухівського храму УПЦ МП міста Косова. Правнук Ганни та Андрія з Досинів і внук сільського дяка Досина Василя (на сьогодні покійних) Іванішин Назар зараз є студентом  Івано-Франківської духовної семінарії УГКЦ імені священномученика Йосафата.
Є також в селі Казанові віруючі які відвідують у Коршеві богослужіння Церкви Християн Віри Євангельської, Свідків Єгови та організованої в кінці 1997 року УПЦ МП села Коршів.  
Більше  десятка жителів Казанова на початку 1991 року стали членами місцевого осередку товариства української мови ім. Т.Шевченка. Жителі села Казанова і громада УГКЦ села активно допомагала у спорудженні і відкритті  в селі Коршеві 6 грудня 1992 року пам’ятника Т.Шевченку. На референдумі 1 грудня 1991 року із 733 виборців села Казанів по списку,   717 осіб відповіли «Так» незалежності України і жодного голосу не дали «Ні».

### Незалежність
З початку незалежності України в селі Казанові активно діяла місцева станиця  ОУН. 20 грудня 1992 року в Коршеві членами Коломийського товариства «Меморіал», Казанівської станиці ОУН та громадою УГКЦ села Коршів та Казанів відбулося урочисте перепоховання двох повстанців. Тоді ж на їхній могилі було встановлено дерев’яний дубовий хрест, витесаний Вітенком Дмитром з Казанова.
Сучасний Казанів у новітню добу живе проблемами, які характерні для багатьох сіл навколишньої округи. З початку 1990-х років стрімке падіння економіки, колгоспного виробництва та безробіття зачепило кожну сім’ю та позначилося на добробуті кожного жителя села Казанова.
У 1992 році у село було газифіковано. Після прийняття Земельного кодексу України багато жителів села Казанова збільшили свої присадиби, отримали земельні паї та отримали земельні ділянки під будівництво на південній стороні існуючої вулиці Б. Хмельницького.
У 1993 році в селі Казанові було змонтовано мінімолокопереробний завод із сучасним обладнанням. Працювали тоді в Казанові також крупорушка і олійниця. Вскорі тут запрацював також мінім’ясопереробний та ковбасний цех. Однак  напередодні другого тисячоліття ці переробні виробництва були зупинені. Припинив тоді ж свою роботу також і тваринницький комплекс. В результаті земельних реформ і зміни вивісок сільськогосподарське формування у Казанові з початком тисячоліття припинило свою діяльність.
Громадське і політичне життя села традиційно набуває гостроти напередодні виборів Президента України чи депутатів Верховної Ради і місцевих рад. Низинних осередків політичних партій у Казанові не було, але під впливом агітацій певних політичних сил і лідерів виборці Казанова  віддавали свої голоси, як правило,  за політичні сили центристського демократичного блоку. У виборах місцевих рад 29 березня 1998 року головою Коршівської сільської ради став житель Казанова Вітенко Дмитро Васильович. За результатами наступних виборів (31 березня 2002 року, 26 березня 2006 року, 31 жовтня 2010 року та 25 жовтня 2015 року)  жителі сіл Коршівської сільської ради тричі обирали головою сільської ради ветеринарного лікаря Пижука Михайла Андрійовича з Казанова.
Боляче переживали казанівчани за подіями «Помаранчевої революції» 2004 року та «Революції Гідності» листопада 2013 – лютого 2014 року і жертвами «Небесної Сотні». На осінь  2017 року в числі учасників антитерористичної операції та захисту Української незалежності були Бабійчук Тарас, Лазаренко Ігор та  Гритчук Іван з  Казанова.
З метою самозабезпечення роботою себе і ще одного-кількох односельців  та розвитку інфраструктури села Казанова  ряд підприємливих людей надають послуги у сфері торгівлі, транспорту, механізації обробки городів, обробки деревини. Є в Казанові приміщення де можна провести дозвілля чи  відсвяткувати урочисту подію.
Для послуг дорослих і малих читачів на сьогодні у Казанівській сільській бібліотеці, що і надалі розміщена у  приміщенні народного дому є книжковий фонд біля 5000 примірників книг.
Дерев’яний будинок клубу на початок тисячоліття став уже аварійним. Щоб зберегти цей будинок  у 2002 році на частині цієї споруди було перекрито дах шифером. З жовтня 2005 року другу аварійну частину Народного дому завалили і на цьому місці звели новий Народний дім.
Під кінець тисячоліття часткове покращення дорожнього покриття невеликих ділянок сільських доріг здійснювались коштом зборів вуличних комітетів і частково сільського бюджету, а також вивезення гравійної основи площадок колгоспного двору як майнові паї. У 2013 - 14 роках покращено сільські дороги гравійним покриттям на вулицях Січових Стрільців,  Грушевського, Польова і Богуна. Стараннями сільського активу було виготовлено технічну документацію та виконано роботи з облаштування вуличного освітлення у селі Казанів на вулицях Коломийській, Хмельницького та Січових Стрільців.
В селі побудовано багато сучасних житлових будинків та господарських споруд. Значно покращився інтер'єр у будинках. Подвір'я стали огороджені та благоустроєні. В багатьох господарствах уже є автомобілі і мотоцикли, побутова техніка і комп’ютери. За допомогою колодязних насосів у багатьох оселях підведена вода, встановлено водогрійне та сантехнічне обладнання.
Жителів села Казанова обслуговують Казанівська дільниця ветеринарної лікарні, Коршівське  відділення сільського зв’язку та автоматична телефонна станція (АТС), Коршівська амбулаторія загальної практики сімейної медицини та Казанівський фельдшерсько-акушерський пункт, два заклади торгівлі,  кафе «Спокуса»,  дві пилорами та деревообробний цех.  Дошкільнята  села Казанів відвідують дитячий садочок, а з 2010 року дошкільний навчальний заклад «Малятко» у селі Коршів.   Учнями Коршівської дитячої музичної школи є також учні села Казанова. У селі установлено сотову вишку мобільного оператора UMS та розгалужену мережу безпроводового мобільного, а з 2015 року і проводового оптоволоконного інтернету.
В 2015 році в Казанові на місці занедбаних стаєнь колишнього тваринницького комплексу колгоспу після реконструкції було відкрито індичу ферму, яка обладнана сучасним технологічним обладнанням за новітніми технологіями і міжнародними санітарними стандартами.